# Fear Overload Scream Park
Fear Overload Scream Park é uma atração sazonal de casas assombradas que acontece todos os outonos no NewPark Mall em Newark, Califórnia, Estados Unidos. Fundado em 2009, o evento conta com duas casas assombradas, entretenimento a meio caminho e atores assustadores ao vivo..

## História
O Fear Overload foi criado em 2009 no Bayfair Center em San Leandro. Permaneceu lá durante mais de uma década antes de se mudar para o NewPark Mall em 2021 para aumentar o espaço interior e a capacidade de estacionamento.

## Atrações
O parque estreia novos temas a cada estação. Em 2023, apresentou "House of Phobia: Rise of Monsters" e "Happy Days Asylum", ambos vividos em escuridão quase total, com os visitantes a transportarem pequenas lanternas.